# Battaglia di Laagna
La Battaglia di Laagna (in estone Laagna Lahing) ebbe luogo a Laagna in Estonia, il 18 gennaio 1919, durante la guerra d'indipendenza estone tra l'Esercito estone e l'Armata Rossa. Gli estoni furono soccorsi dalla Heimosodat, un'unità composta da volontari finlandesi.

## Battaglia
Al mattino, gli estoni e i finlandesi assaltarono il villaggio con un attacco a sorpresa, respingendo l'Armata Rossa. Essi disponevano di una forza bellica di 220 uomini, contro due reggimenti di fanteria, alcune unità a cavallo e due treni corazzati. I sovietici attaccarono  ripetutamente con i treni le zone più strategicamente attaccabili, ma non furono in grado di conquistare Laagna e vennero respinti con grosse perdite.